# Dilophus melanarius
Dilophus melanarius är en tvåvingeart som beskrevs av Wulp 1881. Dilophus melanarius ingår i släktet Dilophus och familjen hårmyggor. Inga underarter finns listade i Catalogue of Life.